# Lionel Hampton

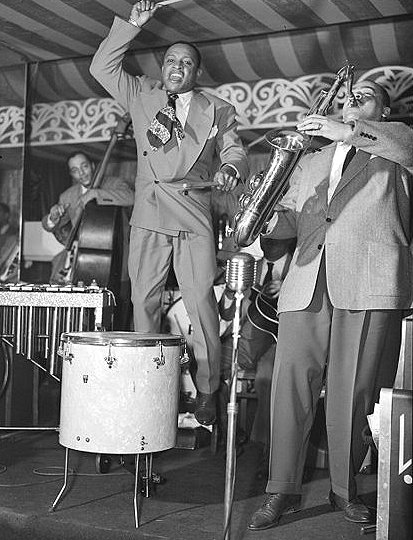
Lionel Hampton i saksofonista Arnett Cobb, 1946
fot. William P. Gottlieb

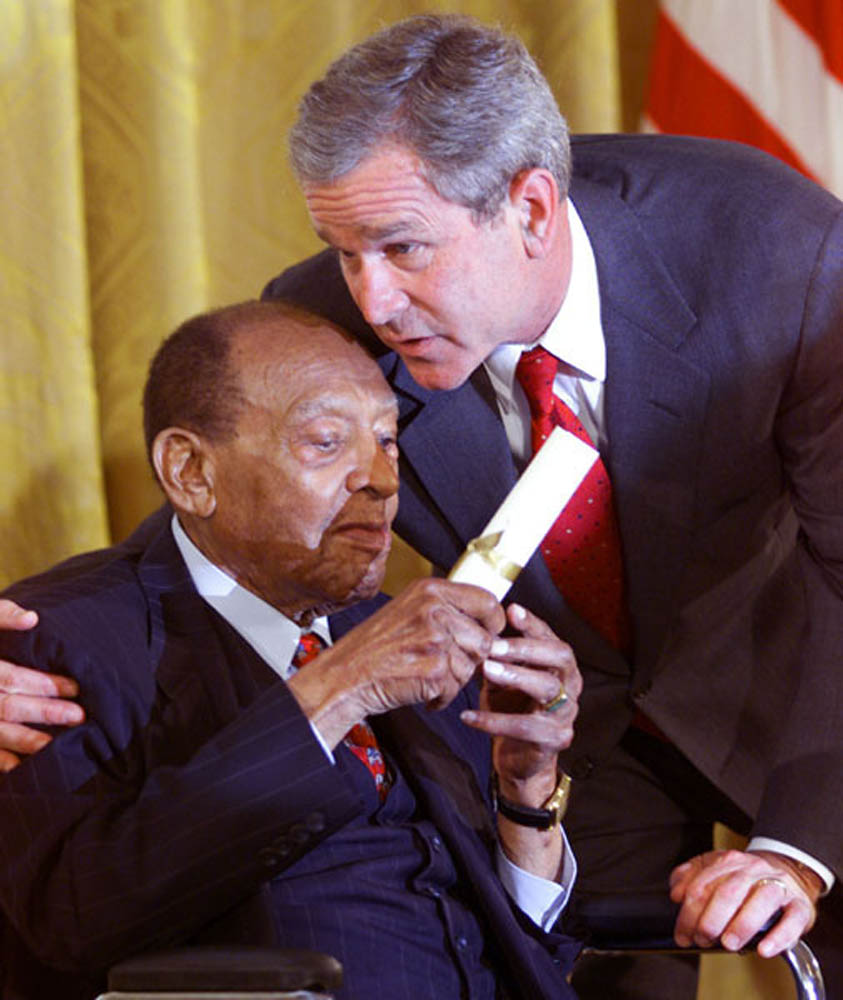
Lionel Hampton z prezydentem George’em Bushem w Białym Domu, 2001

Lionel Leo Hampton, ps. „Hamp” i „Mad Lionel” (ur. 20 kwietnia 1908 w Louisville, zm. 31 sierpnia 2002 w Nowym Jorku) – amerykański wibrafonista jazzowy, jeden z pierwszych muzyków grających jazz na tym instrumencie, perkusista, wokalista i bandlider. Odznaczony National Medal of Arts, laureat NEA Jazz Masters Award 1988.

## Życiorys
Urodził się w Louisville w Kentucky w 1908, krótko potem rodzina przeprowadziła się do Birmingham w Alabamie. Część dzieciństwa spędził też w Kenosha w Wisconsin, następnie przeniósł się do Chicago w 1916. W latach 20. brał lekcje ksylofonu u Jimmy’ego Bertranda, rozpoczął też grę na perkusji.
Hampton zaczął grać zawodowo na perkusji w Chicago Defender Newsboy’s Band jako nastolatek. W 1927 lub 1928 przeniósł się do Kalifornii i tam występował w Dixieland Blues-Blowers. Pierwszego nagrania dokonał z zespołem The Quality Serenaders Paula Howarda. W tym okresie zaczął grać na wibrafonie. W 1930 do Kalifornii przyjechał Louis Armstrong, który zaprosił Hamptona do zagrania na wibrafonie w dwóch utworach. Na początku lat 30. studiował muzykę na University of Southern California. W 1934 założył własną orkiestrę, pojawił się też w 1936 w filmie Binga Crosby’ego Pennies From Heaven.
W listopadzie 1936 Benny Goodman zaprosił Hamptona do swojego zespołu Benny Goodman Trio, które tworzyli Teddy Wilson i Gene Krupa. Hampton przyjął propozycję, a zespół zmienił nazwę na Benny Goodman Quartet. W czasie współpracy z Goodmanem nagrywał także samodzielnie, utworzył też Lionel Hampton Orchestra. W 1940 zakończył tę współpracę, by założyć własny big-band. Orkiestra Hamptona była bardzo popularna w latach 40. i 50. W 1953 odbył trasę koncertową w Europie, towarzyszyli mu m.in.: Clifford Brown, Gigi Gryce, George Wallington, Art Farmer, Quincy Jones i Annie Ross.
W latach 60. wciąż nagrywał i cieszył się uznaniem, jednak jego twórczość nie była już tak popularna jak we wcześniejszych latach. W 1968 wystąpił z Louisem Armstrongiem na festiwalu w San Remo. W tym samym roku otrzymał medal papieski od Pawła VI. W lutym 1984 wystąpił na festiwalu jazzowym na University of Idaho, który obecnie nosi nazwę Lionel Hampton Jazz Festival.
Hampton pozostawał aktywnym muzykiem do czasu udaru, którego doznał w Paryżu w 1991, ostatni występ dał w Smithsonian National Museum of American History w 2001.
Zmarł w Nowym Jorku i został pochowany na cmentarzu Woodlawn w okręgu Bronx.

## Odznaczenia
- 1996 National Medal of Arts
- 1997 Austriacki Krzyż Honorowy Nauki i Sztuki I klasy[15]

## Dyskografia
- 1937–1939 Benny Goodman – The Complete RCA Victor Small Group Recordings
- 1937–1939 Hot Mallets, Vol. 1
- 1937–1939 The Jumpin Five, Vol. 2
- 1938 The Famous 1938 Carnegie Hall Jazz Concert
- 1939–1940 Tempo and Swing
- 1944 Star Dust
- 1947 With the Just Jazz All Stars
- 1953–1954 The Lionel Hampton Quintet
- 1955 Hamp and Getz
- 1958 The Golden Vibes
- 1958 Lionel
- 1960 Silver Vibes
- 1963 Benny Goodman Together Again!
- 1963 You Better Know It!!!
- 1972 Please Sunrise
- 1988 Mostly Blues
- 1991 Live at the Blue Note